# 2018 год в Израиле
События 2018 года в Израиле.

## Действующие лица
- Президент — Реувен Ривлин
- Премьер-министр — Биньямин Нетаньяху
- Председатель Верховного суда — Эстер Хают
- Начальник Генерального штаба — Гади Эйзенкот.
- Правительство Израиля — 34-е правительство Израиля

## События

### Январь
- 2 января — Израиль объявляет о планах по депортации африканских мигрантов-нелегалов (90 дней на то, чтобы либо покинуть страну, либо тюремное заключение)[1]

### Февраль
- 5 февраля — Ножевой теракт в Ариэле[англ.]
- 9-25 февраля — Израиль на зимних Олимпийских играх 2018 года
- 10 февраля — израильско-сирийский инцидент 2018[англ.]

### Март
- 30 марта — Начало палестинских протестов на границе с Газой

### Апрель
- 26 апреля — Десять молодых людей из довоенной академии погибают в ручье Цафит к западу от Мертвого моря во время наводнений, вызванных сильными штормами, обрушившимися на юг Израиля[2][3]
- 30 апреля — Премьер-министр Израиля Биньямин Нетаньяху обвиняет Иран в том, что он не выполняет свою часть соглашения по иранской ядерной программе (представлено более чем 100 000 документов, подробно описывающих масштабы ядерной программы Ирана). Иран назвал выступление Нетаньяху «пропагандой»[4]. Президент США Дональд Трамп заявил, что выведет США из ядерного соглашения с Ираном[5]

### Май

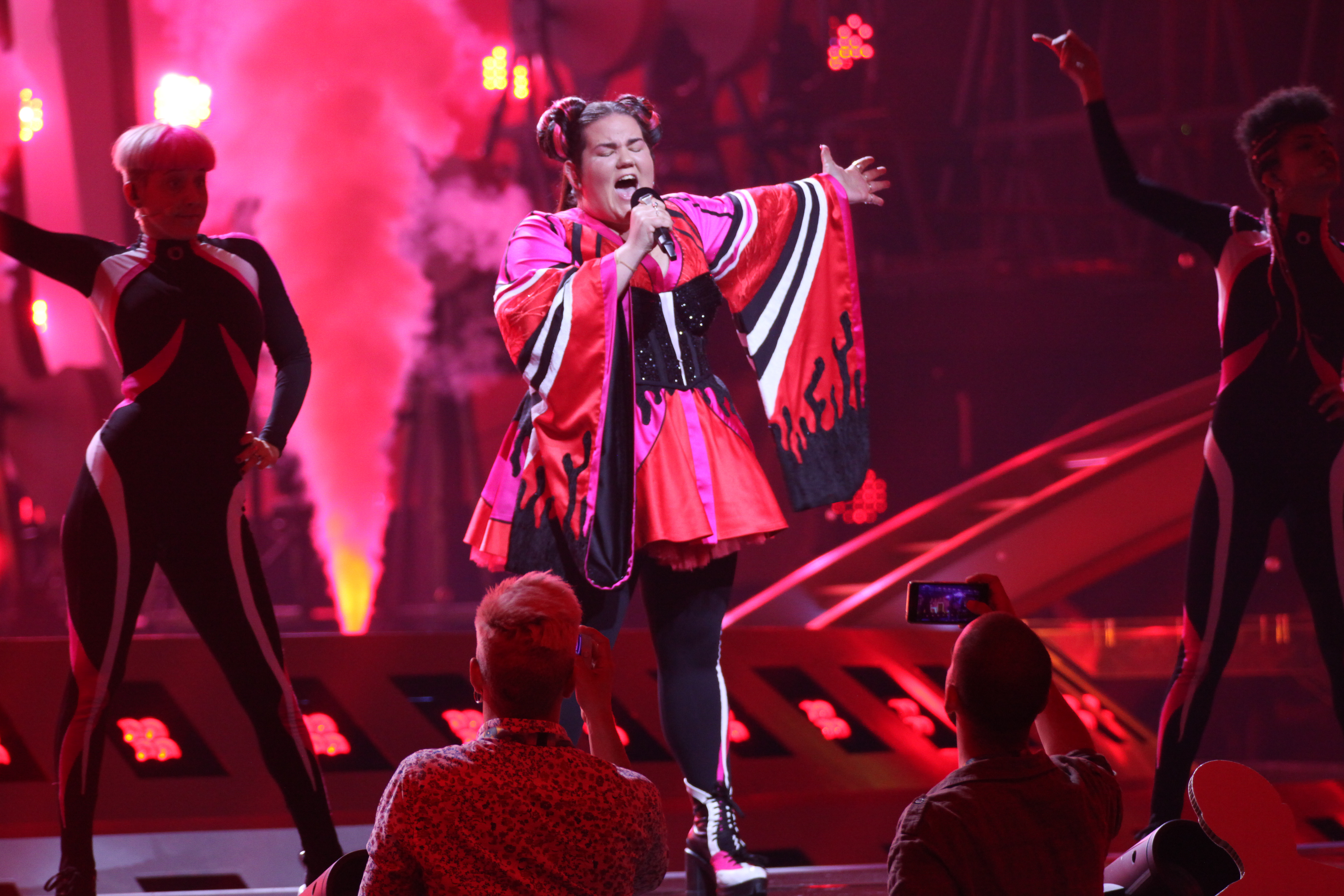
12 мая: Нетта Барзилай исполняет песню Toy, которая побеждает на конкурсе песни Евровидение.

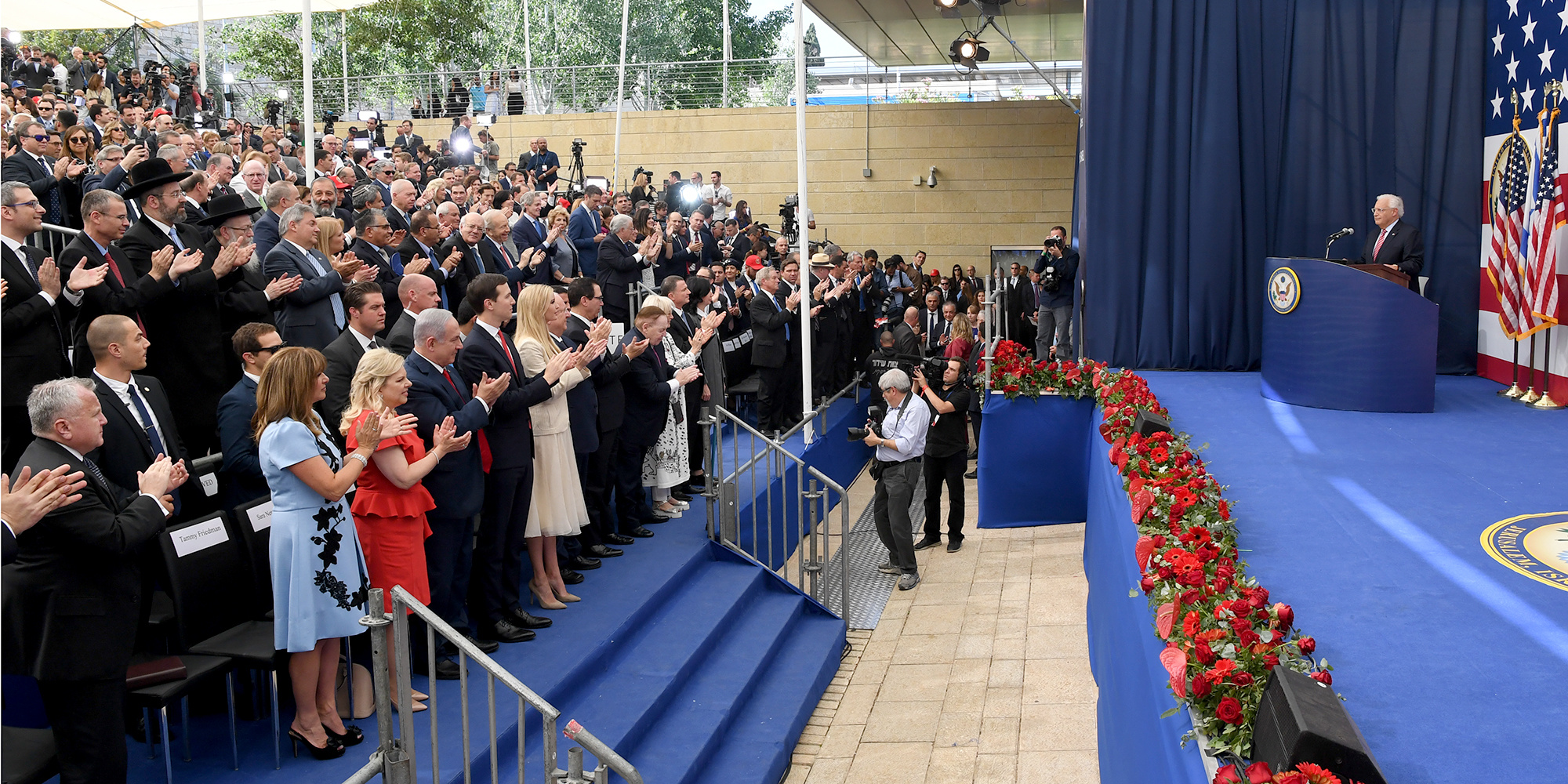
14 мая: В Иерусалиме открывается посольство США.

- 4-27 мая — Старт итальянской велогонки Джиро д’Италия 2018 в столице Израиля — Иерусалимe
- 10 мая — обстрел позиции израильской армии иранскими силами «Кудс» с сирийской стороны Голанских высот[6] В ответ Израиль нанес масштабный удар по иранским объектам в Сирии[7]
- 12 мая — Нета Барзилай занимает первое место от Израиля на конкурсе песни «Евровидение» с песней Toy[8]
- 14 мая — В Иерусалиме открывается новое посольство США[англ.][9]
- 23 мая — Кнессет принял закон, позволяющий Кабинету безопасности объявлять войну[10]

### Июнь
- 21 июня — Саре Нетаньяху, жене премьер-министра Биньямина Нетаньяху, предъявлено обвинение в предполагаемом мошенничестве[11]
- 25 июня — принц Уильям начал поездку в Израиль и на палестинские территории, став первым британским членом королевской семьи, официально посетившим страну[12]

### Июль
- 12 июля — Старт чемпионата мира по лякроссу 2018[англ.] в Нетании.
- 19 июля — принят основной закон, провозгласивший Израиль национальным государством еврейского народа[13]

### Сентябрь
- 17 сентября — Катастрофа Ил-20 в Сирии.
- 25 сентября — официально открыта железная дорога Тель-Авив-Иерусалим[14]

### Октябрь
- 7 октября -Стрельба в Индустриальном парке Баркан[англ.]
- 30 октября — муниципальные выборы

### Ноябрь
- 11 ноября — ноябрьские столкновения между сектором Газа и Израилем[англ.].

### Декабрь
- 4 декабря — Израильские военные начали операцию «Северный щит»[англ.] по разрушению трансграничных туннелей, построенныхХезболлой вдоль границы Израиль— Ливан[15]
- 21 декабря — Израиль объявил о своем выходе из ЮНЕСКО из-за предвзятого отношения[16]

## Летальные исходы

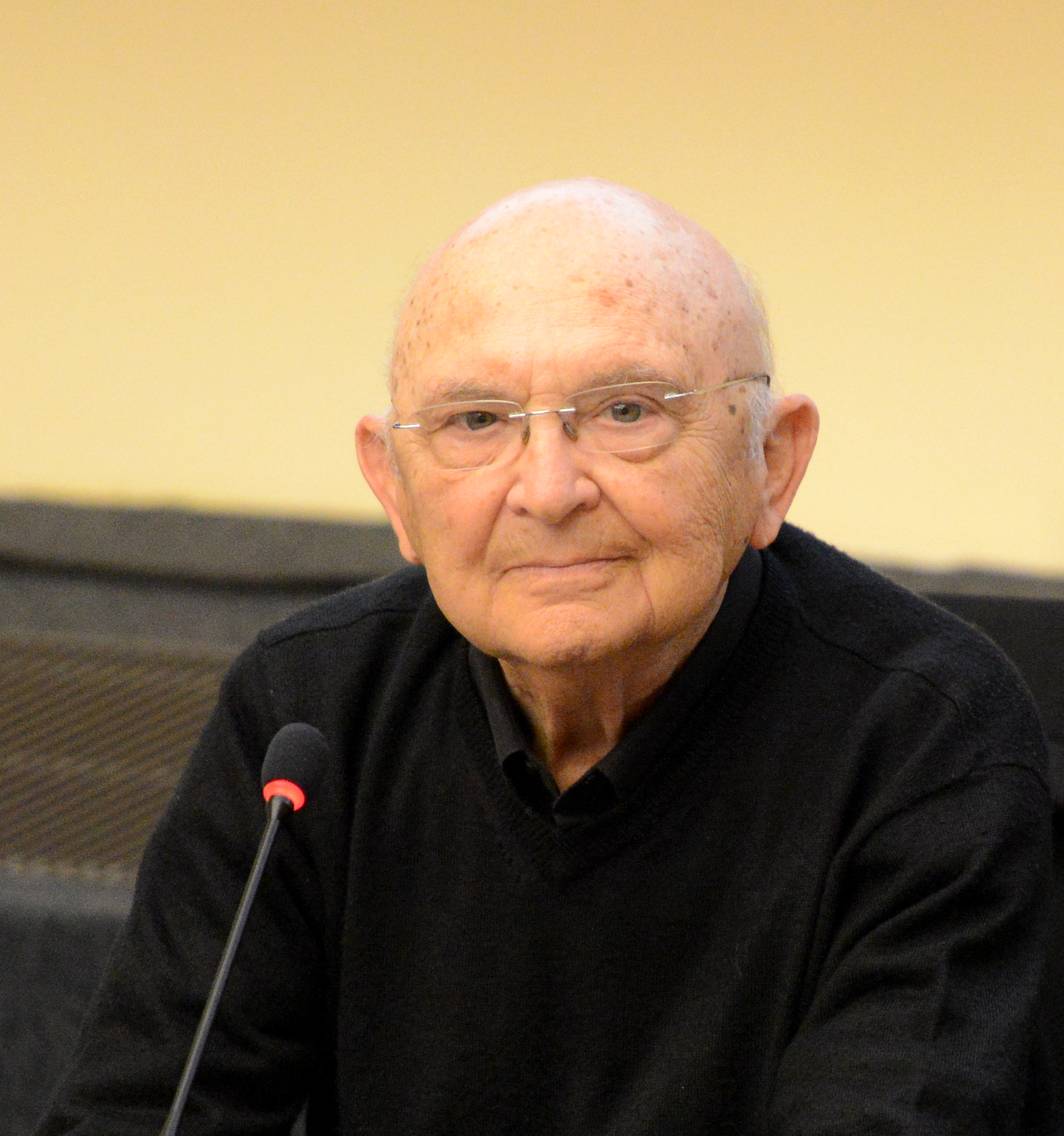
Аарон Аппельфельд

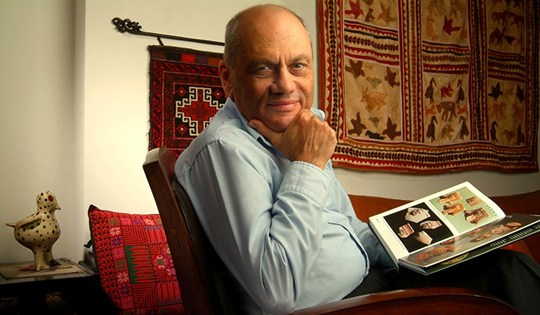
Эфраим Стерн

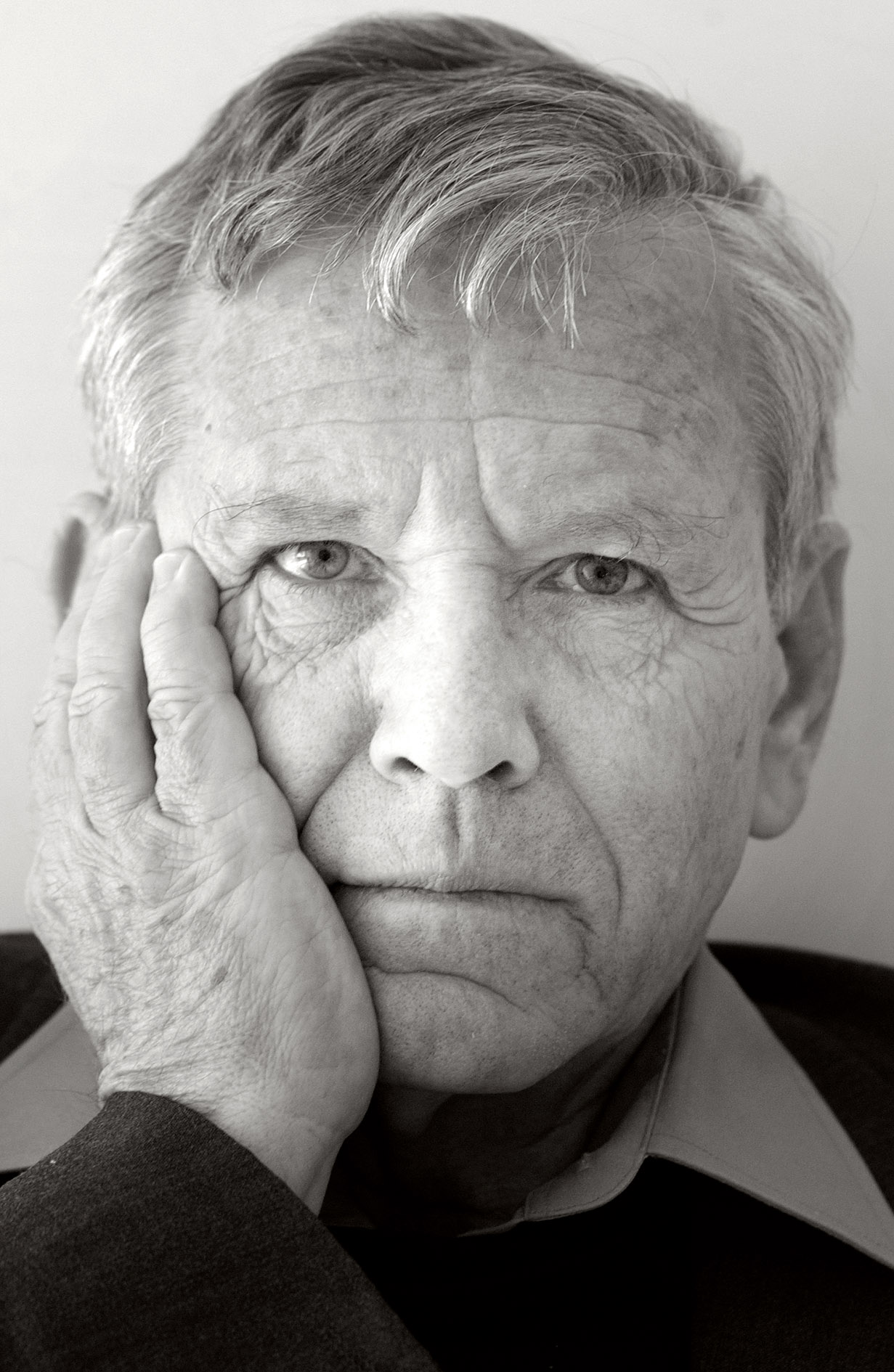
Амос Оз

- 4 января — Аарон Аппельфельд, писатель (р. 1932)[17]
- 6 января — Батья Узиэль[англ.], рукодельница (вышивка, вязание) и телеведущая (р. 1934)[18]
- 13 января — Элияху Виноград (р. 1926), израильский юрист и действующий судья Верховного суда Израиля, председатель Комиссии Винограда
- 20 января — Дорон Рубин[англ.] (р. 1944), израильский генерал
- 31 января — Дан Алон[англ.] (р. 1945), фехтовальщик
- 18 февраля — Яаков Бен-Изри (р. 1927), израильский политик, министр здравоохранения .
- 24 февраля — Шмуэль Ойербах (р. 1931), израильский харедимный раввин и посек
- 2 марта — Хаим Ханегби[англ.] (род.1935), журналист и активист
- 5 марта — Ури Лубрани (р. 1926), израильский дипломат
- 23 марта — Эфраим Штерн[англ.] (р. 1934), археолог[19]
- 24 марта — Рим Банна[англ.] (р. 1966), палестинская певица, композитор и активистка
- 24 марта — Франк Майслер (р. 1925), архитектор и скульптор[20]
- 1 апреля — Авихай Ронцки[англ.] (р. 1951), главный военный раввин и рош-иешива
- 4 мая — Аби Офарим (р. 1937), музыкант
- 29 мая — Элиэзер Рафаэли[англ.] (р. 1926), директор Хайфского университета
- 20 августа — Ури Авнери (р. 1923), политик, журналист, борец за мир
- 30 октября — Давид Азулай (р. 1954), политик[21]
- 7 декабря — Шмуэль Флатто-Шарон (р. 1930), бизнесмен и политик
- 17 декабря —Рона Рамон[англ.] (р. 1964), активистка и основательница НПО[22]
- 28 декабря — Амос Оз (р. 1939), писатель, прозаик и журналист[23]
- 29 декабря — Цви Леви (р. 1948), активист и основатель общественной организации[24]
- 29 декабря — Иехошуа Глейзер[англ.] (р. 1927), футболист[25]